# Flugplatz Kiew-Süd

i7
i11
i13
Der Flugplatz Kiew-Süd (ukrainisch Аеродром Київ-Південний/Aerodrom Kyjiw-Piwdennyj, (ICAO-Code: UKBD)) ist ein Flugplatz in der ukrainischen Oblast Kiew. Er wird von der Aircompany Rosavia Ltd. betrieben.
Der Flugplatz liegt bei dem Dorf Ksaweriwka (Ксаверівка) im Rajon Bila Zerkwa direkt an der Fernstraße M 05/E 95 45 km südwestlich der Hauptstadt Kiew. Der Flugplatz besitzt eine 650 Meter lange Start- und Landebahn, drei Hangars sowie mehrere Hubschrauberlandeplätze.
Der Platz ist der Heimatflugplatz von einem Kamow Ka-32 Helix-C und drei Mil Mi-8 Hip-Hubschraubern der Betreibergesellschaft.